# Теорема Феєра
У математиці, теорема Феєра, стверджує, що якщо f:R → C є неперервна функція із періодом 2π, тоді  послідовність середніх за Чезаро (σn) послідовності часткових сум (sn) ряду Фур'є функції f рівномірно збігається до f на проміжку [-π,π].
Більш детально, якщо:
{\displaystyle s_{n}(x)=\sum _{k=-n}^{n}c_{k}e^{ikx},}
є частковими сумами ряду Фур'є, де
{\displaystyle c_{k}={\frac {1}{2\pi }}\int _{-\pi }^{\pi }f(t)e^{-ikt}dt,}
і
{\displaystyle \sigma _{n}(x)={\frac {1}{n}}\sum _{k=0}^{n-1}s_{k}(x)={\frac {1}{2\pi }}\int _{-\pi }^{\pi }f(x-t)F_{n}(t)dt,}
де Fn позначає ядро Феєра n-го порядку, то послідовність (σn) є рівномірно збіжною на проміжку [-π,π] до функції f(x).
Більш загально теорему можна застосувати до функцій які можуть не бути неперервними . Якщо f належить L1(-π,π) і існують односторонні границі f(x0±0) функції f(x) у точці x0 або ці границі є нескінченні із однаковим знаком, то 
{\displaystyle \sigma _{n}(x_{0})\to {\frac {1}{2}}\left(f(x_{0}+0)+f(x_{0}-0)\right).}
Згідно теореми Марселя Ріса теорема Феєра також виконується якщо замінити (C, 1)-середнє σn (C, α)-середнє рядів Фур'є.

## Доведення
Підставляючи коефіцієнти Фур'є у формули для часткових сум одержуються загальні формули:
{\displaystyle s_{n}(x)=\sum _{k=-n}^{n}\left({\frac {1}{2\pi }}\int _{-\pi }^{\pi }f(t)e^{-ikt}dt\right)e^{ikx}={\frac {1}{2\pi }}\int _{-\pi }^{\pi }f(t)\sum _{k=-n}^{n}e^{ik(x-t)}dt={\frac {1}{2\pi }}\int _{-\pi }^{\pi }f(t)D_{n}(x-t)dt.}
Після заміни змінних можна також написати 
{\displaystyle s_{n}(x)={\frac {1}{2\pi }}\int _{-\pi }^{\pi }f(x-t)D_{n}(t)dt,}
де {\displaystyle D_{n}(t)} позначає відповідне ядро Діріхле.
Тоді також
{\displaystyle \sigma _{n}(x)={\frac {1}{n+1}}\sum _{k=0}^{n}s_{k}(x)={\frac {1}{2\pi }}\int _{-\pi }^{\pi }f(x-t)\left({\frac {1}{n+1}}\sum _{k=0}^{n}D_{n}(t)\right)dt={\frac {1}{2\pi }}\int _{-\pi }^{\pi }f(x-t)F_{n}(t)dt,}
де {\displaystyle F_{n}(t)} позначає відповідне ядро Феєра.
Далі, враховуючи, що для всіх ядер Феєра  {\displaystyle {\frac {1}{2\pi }}\int _{-\pi }^{\pi }F_{n}(t)dt=1,} також можна записати
{\displaystyle \sigma _{n}(x)-f(x)={\frac {1}{2\pi }}\int _{-\pi }^{\pi }\left(f(x-t)-f(x)\right)F_{n}(t)dt.}
Оскільки ядро Феєра є невід'ємною функцією, то звідси: 
{\displaystyle |\sigma _{n}(x)-f(x)|\leqslant {\frac {1}{2\pi }}\int _{-\pi }^{\pi }|f(x-t)-f(x)|F_{n}(t)dt.}
Оскільки  f  є неперервною на проміжку [-π,π], то вона є на ньому рівномірно неперервною, тобто для кожного {\displaystyle \varepsilon >0} існує {\displaystyle \delta >0} таке, що для всіх {\displaystyle |x-y|\leqslant \delta } {\displaystyle |f(x)-(y)|<\varepsilon /2.}
Інтеграл із останньої рівності можна записати як суму {\displaystyle {\frac {1}{2\pi }}\int _{-\pi }^{\pi }|f(x-t)-f(x)|F_{n}(t)dt=I_{1}+I_{2},} де:
{\displaystyle I_{1}={\frac {1}{2\pi }}\int _{|t|\leqslant \delta }|f(x-t)-f(x)|F_{n}(t)dt}
{\displaystyle I_{2}={\frac {1}{2\pi }}\int _{\pi \geqslant |t|\geqslant \delta }|f(x-t)-f(x)|F_{n}(t)dt}
Через рівномірну неперервність функції  f  і знову використавши рівність {\displaystyle {\frac {1}{2\pi }}\int _{-\pi }^{\pi }F_{n}(t)dt=1,} для першого інтегралу
{\displaystyle I_{1}<{\frac {1}{2\pi }}\int _{|t|\leqslant \delta }\varepsilon F_{n}(t)dt=\varepsilon }
Для другого інтегралу, якщо позначити {\displaystyle M=\sup _{x\in [-\pi ,\pi ]}|f(x)|}, то
{\displaystyle I_{2}\leqslant {\frac {1}{2\pi }}\int _{\pi \geqslant |t|\geqslant \delta }2MF_{n}(t)dt={\frac {M}{\pi }}\int _{\pi \geqslant |t|\geqslant \delta }F_{n}(t)dt}
Згідно властивостей ядра Феєра останній вираз прямує до нуля для великих n, тобто для достатньо великих n:
{\displaystyle I_{2}\leqslant {\frac {M}{\pi }}\int _{\pi \geqslant |t|\geqslant \delta }F_{n}(t)dt<\varepsilon /2.}
Остаточно у цьому випадку 
{\displaystyle |\sigma _{n}(x)-f(x)|\leqslant {\frac {1}{2\pi }}\int _{-\pi }^{\pi }|f(x-t)-f(x)|F_{n}(t)dt=I_{1}+I_{2}<\varepsilon /2+\varepsilon /2=\varepsilon .}
Тобто {\displaystyle \sigma _{n}(x)} прямує до {\displaystyle f(x)} і крім того збіжність є рівномірною оскільки індекс n у доведенні вище був обраний єдиним для всіх {\displaystyle x.}